# Костобоки

Костобоки на мапі кордонів Римської імперії

Костобоки (лат. Costoboci, Costobocae, Castabocae, Coisstoboci; грец. Κοστωβῶκοι, Κοστουβῶκοι, Κοιστοβῶκοι) — стародавнє плем'я, що мешкало згідно з античними авторами в Дністер-Карпатському регіоні.  
Костобоків археологи отожнюють з липицькою культурою.
У 179 році нашої ери костобоки увірвалися в межі римської провінції Дакія і перейшли увесь Балканський півострів. Деякі дослідники (Зеус, Томашек, Премерштейн, Василе Пирван, Йорга, Руссу, Бікір й інші) відносять цей народ до фракійців, а інші (Павло Шафарик, Любор Нідерле, Карлічек, Неєдлий, Кудрявцев) — до слов'ян, треті — до кельтів, четверті — до сарматів.
Пліній Старший згадував сарматське плем'я «Cotobacchi», котре жило в пониззі річки Дон. У 170-х рр. костобоки в союзі з маркоманами і квадами напали на Римську імперію, переправилися через Дунай і спустошили Мезію, Фракію, Македонію та в Ахаю. Трохи пізніше вандали атакували землі костобоків. Частині костобоків вдалося мігрувати на територію сусіднього племені карпів.